# Nederst til venstre
|  | Denne artikel er oprettet af botten Steenthbot ud fra en ekstern database. Den kan derfor have sproglige fejl eller mangler. Denne skabelon kan fjernes efter kontrol af indholdet. |

Nederst til venstre er en dansk dokumentarfilm fra 1971 instrueret af Flemming la Cour efter eget manuskript.

## Handling
Postnummerets placering i adressen, eftersom postvæsenet har taget nye brevsorteringsanlæg i brug.